# The Velvet Hammer Burlesque
The Velvet Hammer Burlesque est un collectif américain de danse et théâtre New burlesque fondé dans les années 1990, à l'origine de la renaissance de la discipline.

## Historique
The Velvet Hammer Burlesque est créé par Michelle Carr en 1995 sur la côte ouest des États-Unis à Los Angeles. Cette troupe donne une nouvelle teneur politique au cabaret burlesque, tel que celui du Moulin Rouge ou des Folies Bergère datant de la fin du XIXe siècle, avec notamment une mise en valeur des corps de femmes sortant de l'ordinaire, des spectacles d'effeuillage érotico-comiques et des prises de positions sur divers sujets de société. La troupe a accueilli depuis sa formation une trentaine d'artistes parmi lesquelles Dionne Barrens, Michelle Carr, Rita D'Albert, Kitten DeVille, Princess Farhana, Miss Dirty Martini, Julie Atlas Muz.
En 2004, The Velvet Hammer Burlesque fait l'objet d'un film documentaire éponyme réalisé par Augusta.
Diffusé en 2005 sur Arte, le documentaire Strip de velours (Velvet Strip), réalisé par Jean-Marc-Barbieux et Christian Poveda, suit durant deux mois l'édification d'un des derniers shows du Velvet Hammer au Mayan Theater de Los Angeles en 2003. L'actrice fétiche de Faster Pussycat, Kill, Kill!, Tura Satana, y joue des cymbales avec les seins.